# Cher (Fluss)
Der Cher [ʃɛr] ist ein Fluss in Frankreich, der die Regionen Nouvelle-Aquitaine, Auvergne-Rhône-Alpes und Centre-Val de Loire durchläuft. Seine Quelle liegt im Gemeindegebiet von Mérinchal, auf etwa 715 Meter Seehöhe. Der Fluss entwässert zuerst nach Norden, wendet sich dann Richtung West und mündet nach rund 365 Kilometern im Gemeindegebiet von Villandry, rund 20 Kilometer westlich von Tours, im Regionalen Naturpark Loire-Anjou-Touraine als linker Nebenfluss in die Loire.

## Durchquerte Départements
Region Nouvelle-Aquitaine:
- Creuse

Region Auvergne-Rhône-Alpes:
- Puy-de-Dôme
- Allier

Region Centre-Val de Loire:
- Cher (nach dem Fluss benannt)
- Loir-et-Cher (nach dem Fluss benannt)
- Indre
- Indre-et-Loire

## Nebenflüsse

### Linke Nebenflüsse
- Tardes, 77 km
- Magieure, 27 km
- Queugne, 28 km
- Chadet, 17 km
- Loubière, 27 km
- Trian, 29 km
- Arnon, 151 km
- Prée, 16 km
- Fouzon, 59 km
- Modon, 26 km
- Chézelles, 17 km

### Rechte Nebenflüsse
- Pampeluze, 18 km
- Mousson, 16 km
- Boron, 22 km
- Tartasse, 21 km
- Lamaron, 19 km
- Aumance, 56 km
- Marmande, 46 km
- Yèvre, 80 km
- Sauldre, 184 km
- Rennes, 21 km
- Filet, 20 km

## Orte am Fluss

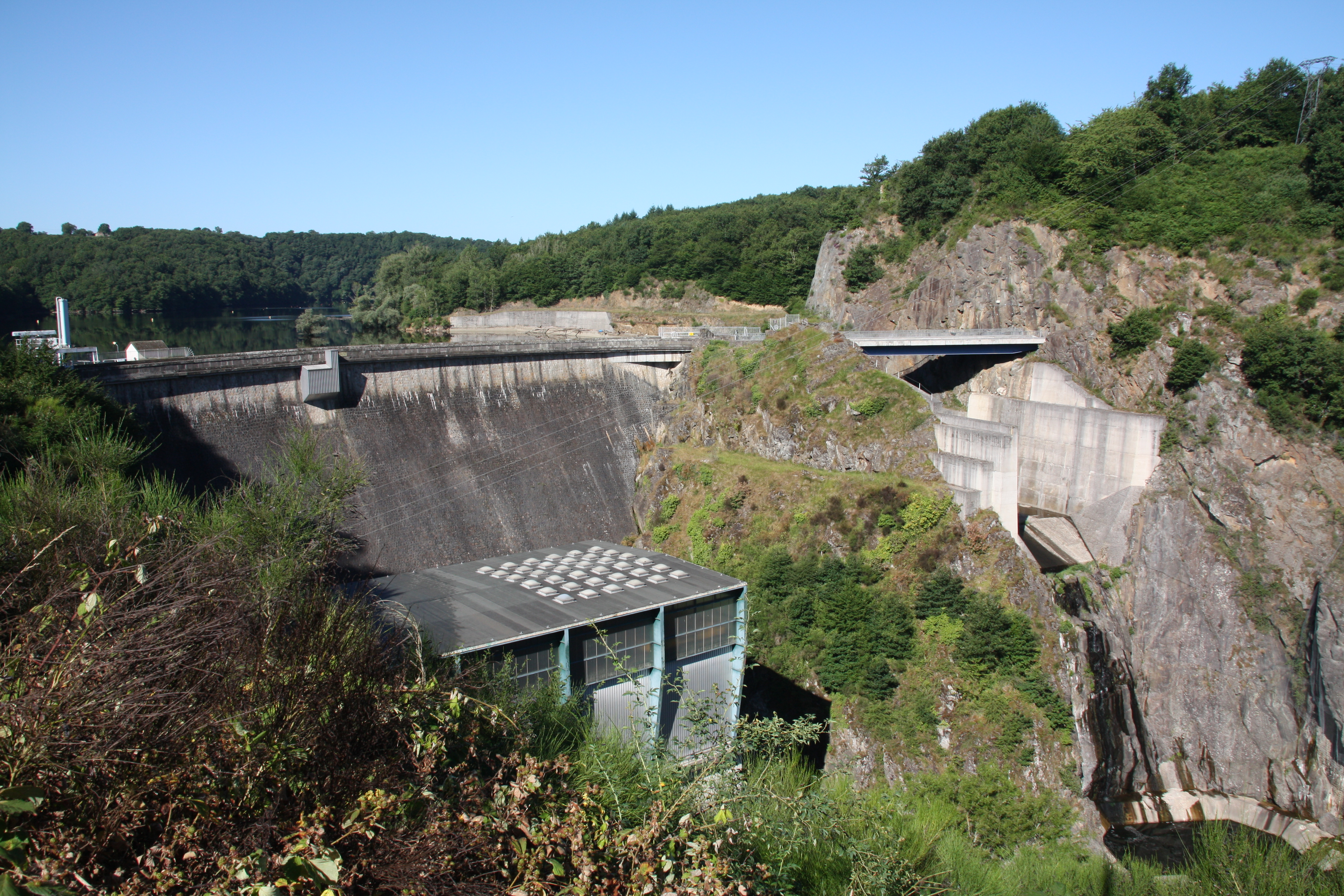
Staudamm Rochebut bei Montluçon

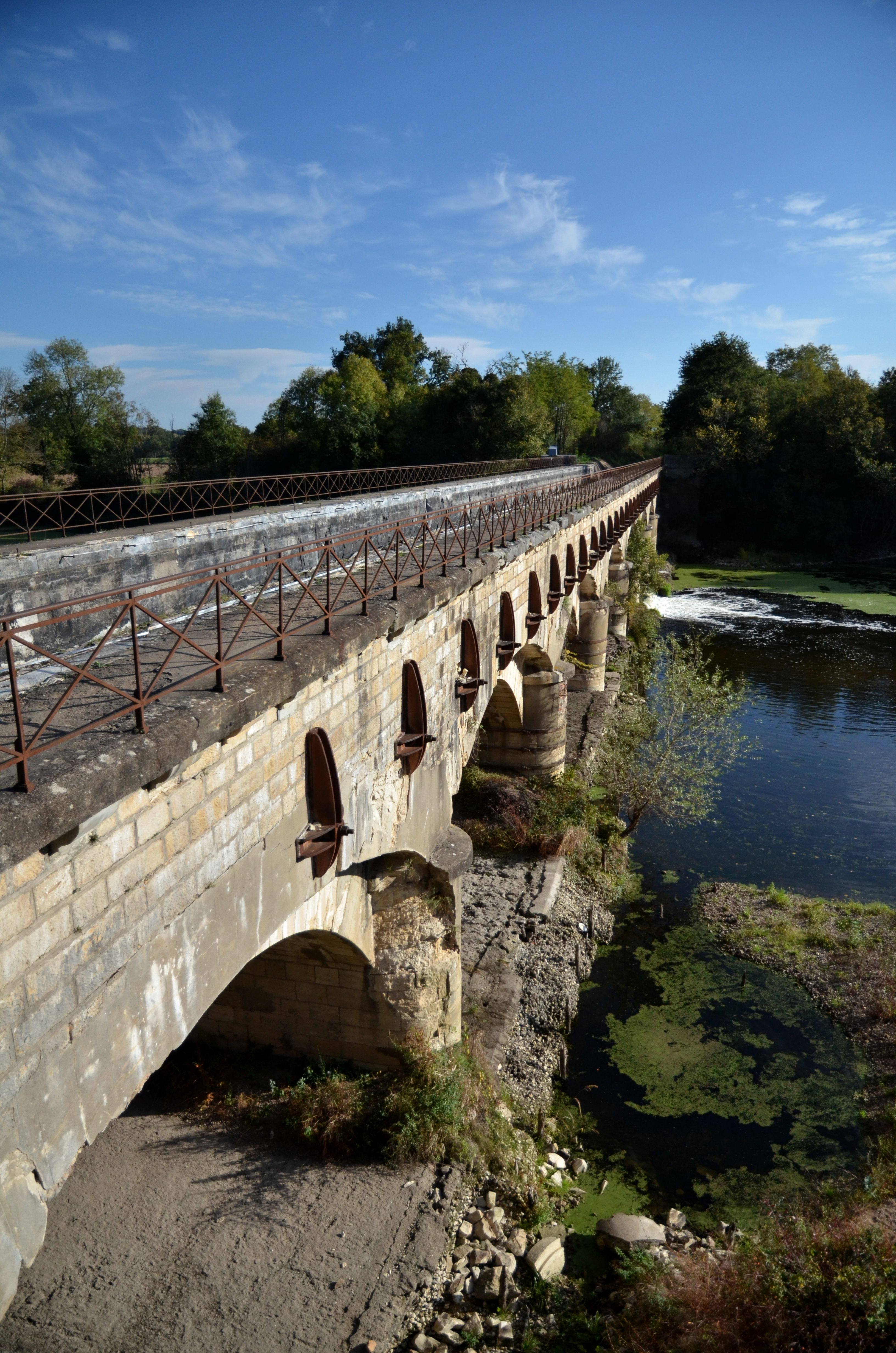
Brücke des Canal de Berry über den Cher

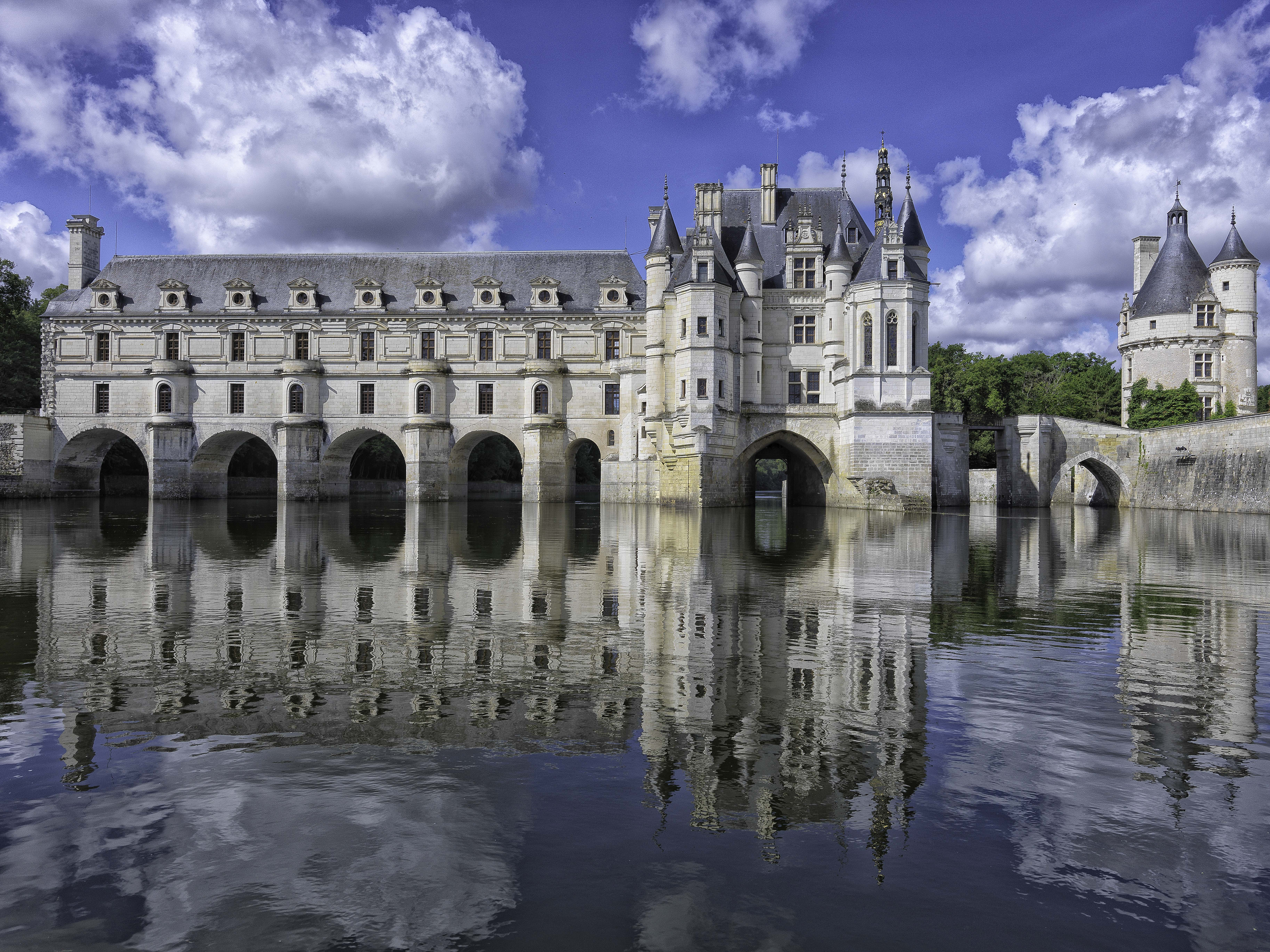
Schloss Chenonceau

- Auzances
- Château-sur-Cher

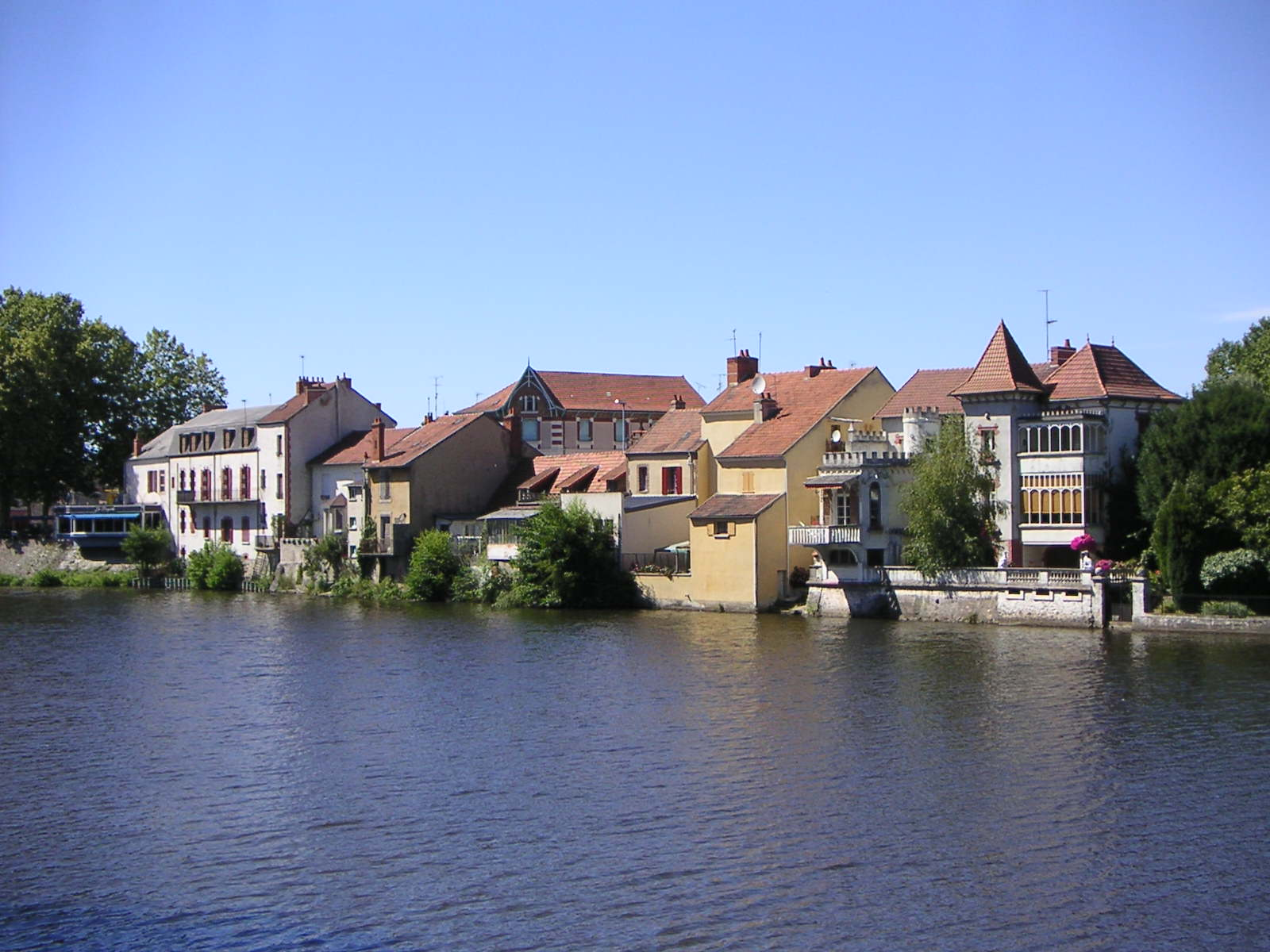
Montluçon
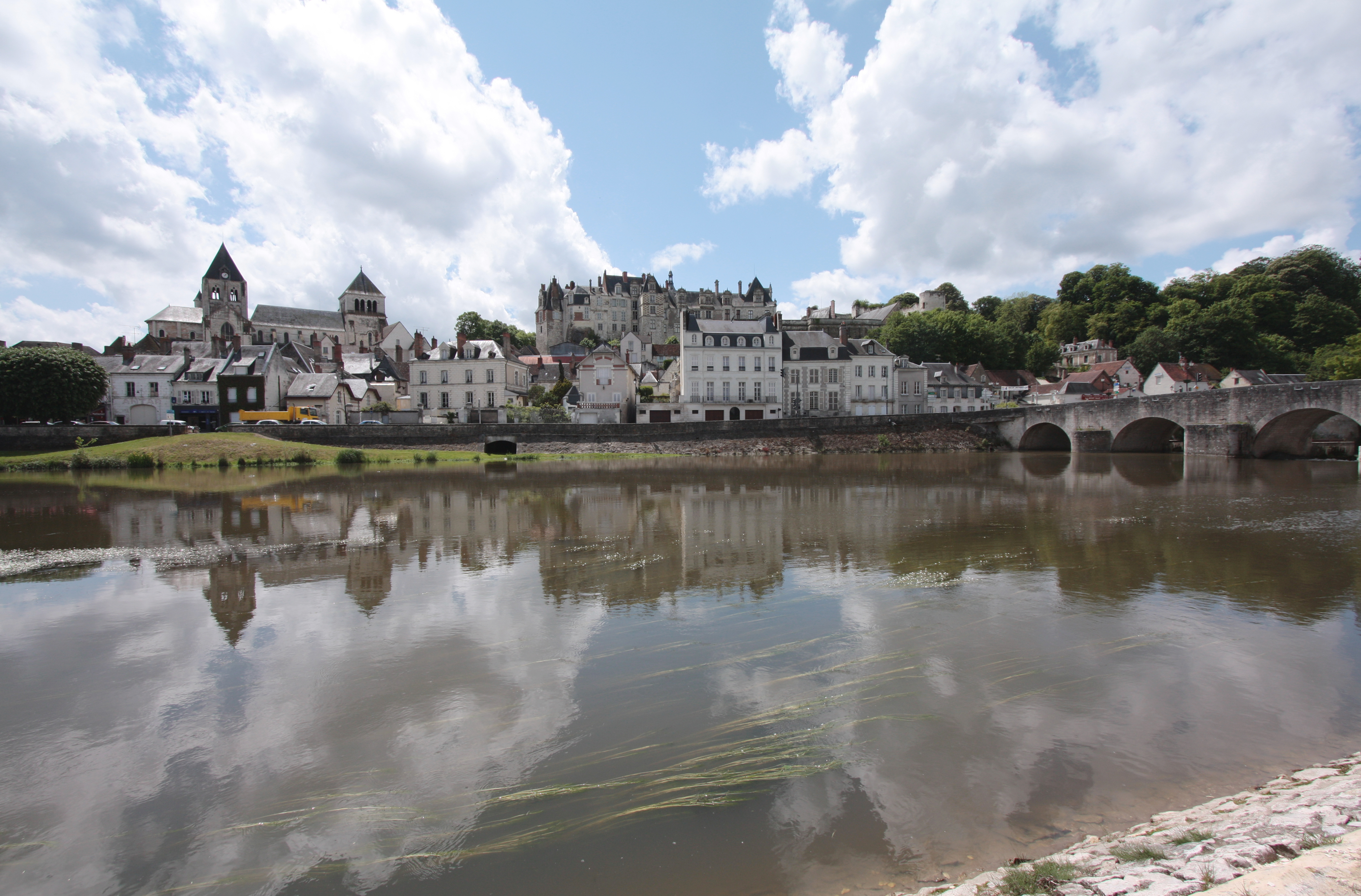
Saint-Amand-Montrond
- Châteauneuf-sur-Cher
- Saint-Florent-sur-Cher
- Vierzon
- Villefranche-sur-Cher
- Chabris
- Selles-sur-Cher
- Noyers-sur-Cher
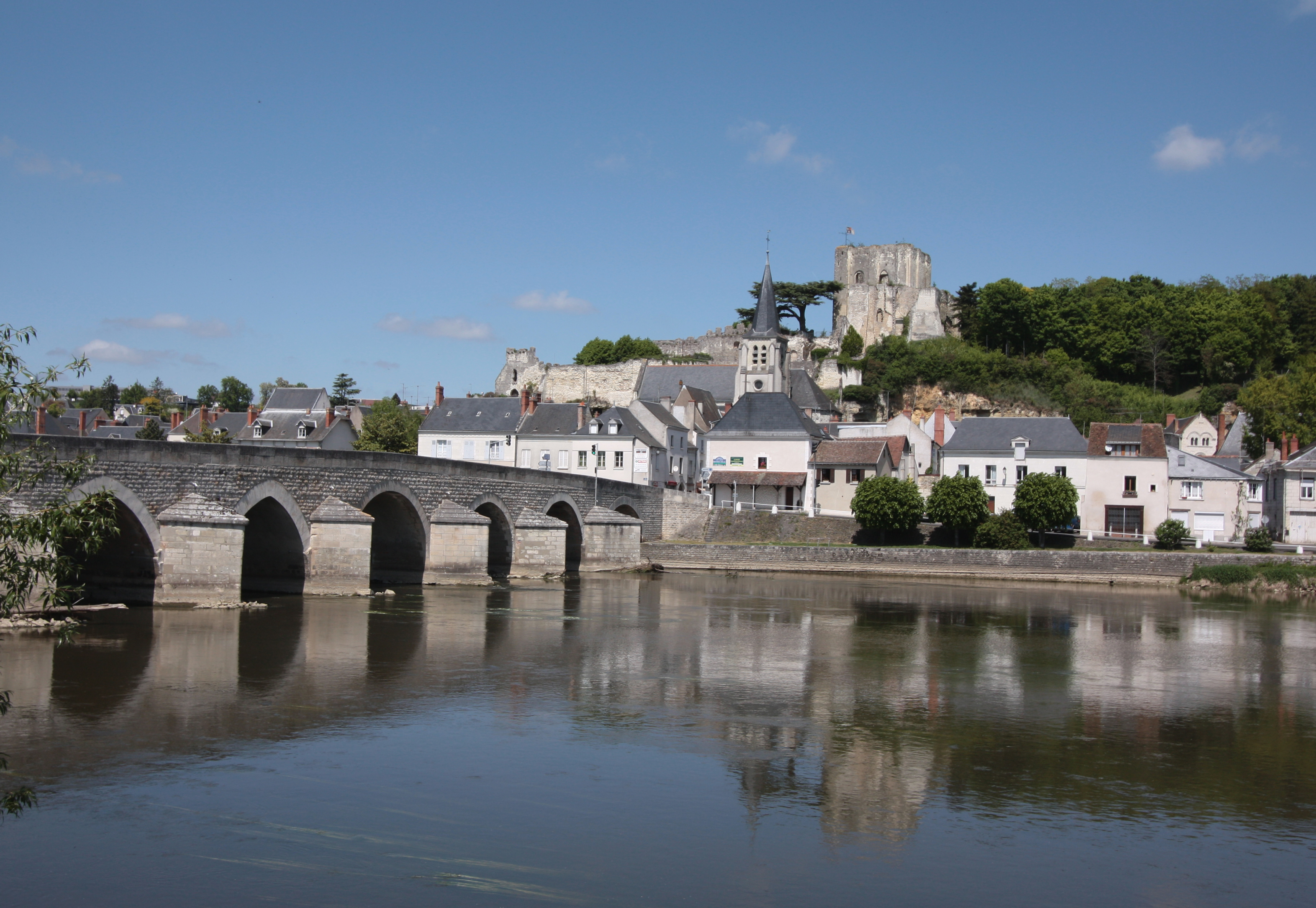
Montrichard
- Bléré
- Tours
- Villandry

- Montluçon
- Saint-Aignan
- Montrichard

## Schifffahrt
Im Abschnitt zwischen Saint-Aignan und Tours ist der Cher kanalisiert, mit Schleusen versehen und daher für die Schifffahrt geeignet. Der früher Richtung Südosten als Seitenkanal weiterführende Canal de Berry ist heute nicht mehr in Betrieb.

## Sehenswürdigkeiten
Über den Cher erstreckt sich das Schloss Chenonceau, eines der berühmten Loire-Schlösser.

## Geschichte

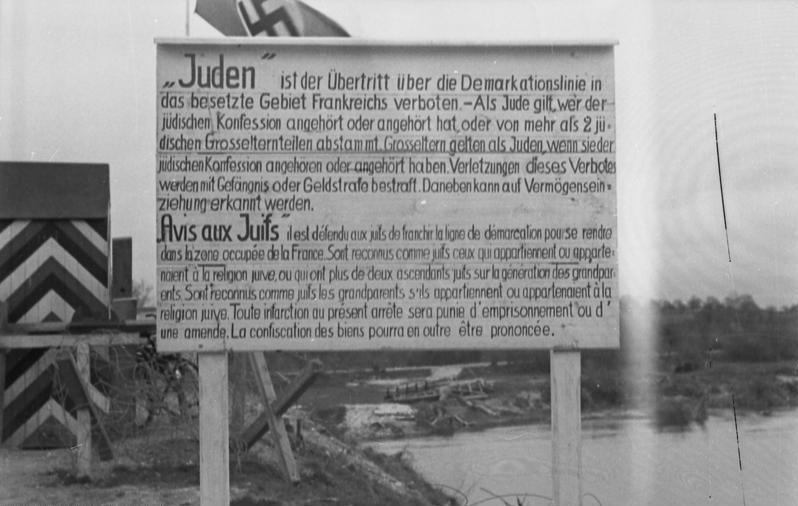
Verbotsschild am Cher bezüglich des Übertritts der Demarkationslinie durch Juden (1941)

Während der deutschen Besetzung Frankreichs im Zweiten Weltkrieg bildete der Cher einen Abschnitt der Demarkationslinie zwischen dem besetzten und dem unbesetzten Teil Frankreichs.